# Et au milieu coule une rivière
Pour plus de détails, voir Fiche technique et Distribution.
Et au milieu coule une rivière ou La Rivière du sixième jour au Québec (A River Runs Through It) est un film américain réalisé par Robert Redford et sorti en 1992. Il est adapté de la nouvelle La Rivière du sixième jour de Norman Maclean.
Le film reçoit des critiques globalement positives et rencontre un certain succès au box-office. Philippe Rousselot obtient l'Oscar de la meilleure photographie. Le film est également nommé pour la meilleure musique et meilleur scénario adapté.

## Synopsis

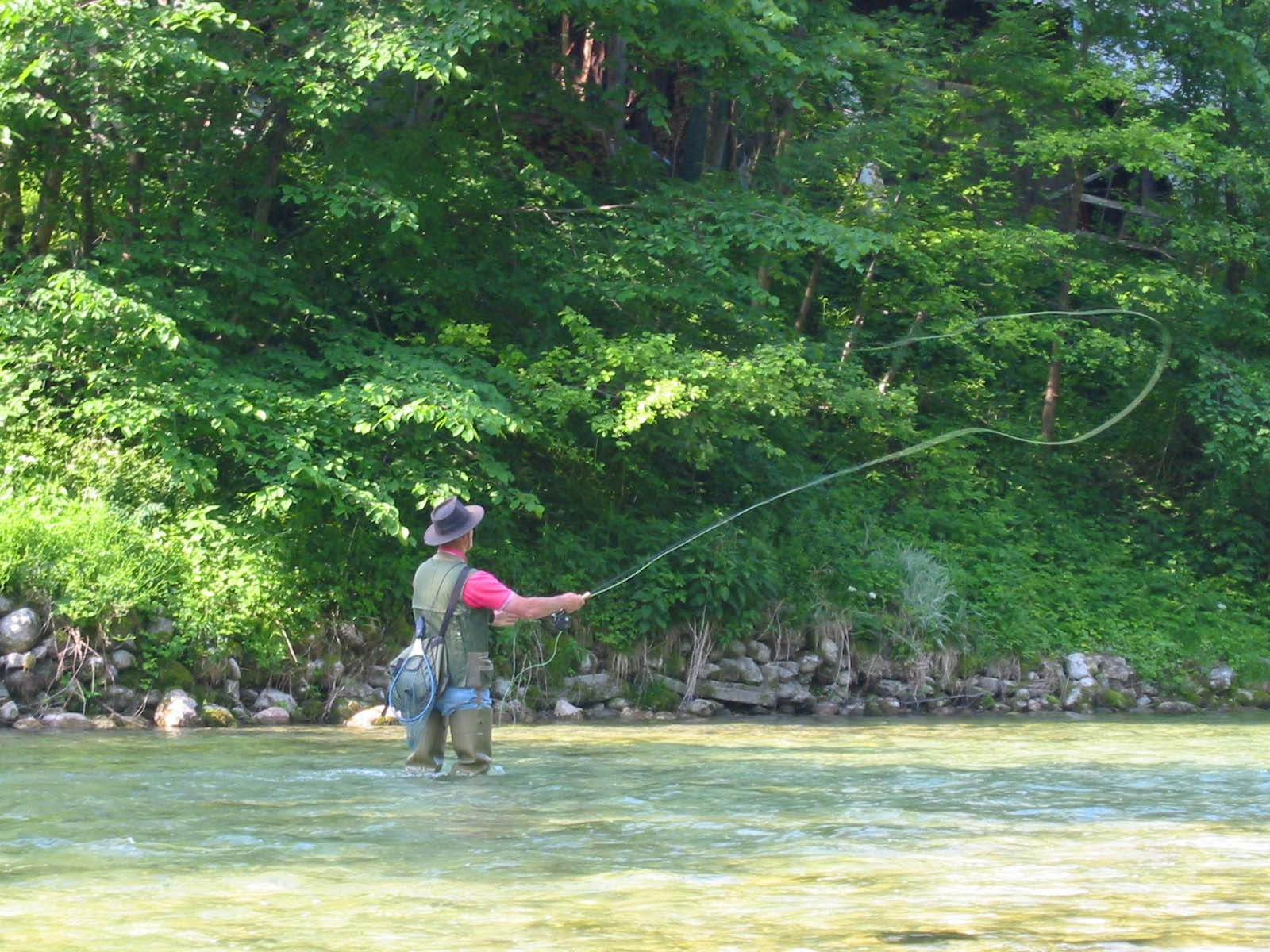
La pêche à la mouche est au cœur du scénario du film.

Au début du XXe siècle, les frères Norman et Paul Maclean grandissent à Missoula au Montana, avec leur mère Clara et leur père, le ministre presbytérien John. Ce dernier leur inculque une éducation rigide mais juste, ainsi que l'amour de la pêche à la mouche dans la rivière Blackfoot. Norman et Paul ne vont pas à l'école puisque c'est leur père qui les instruit à la maison et ils doivent adhérer au strict code moral et éducatif qu'il leur enseigne. Malgré tout, Norman évoque une enfance heureuse et libre où chaque après-midi, lui et son frère ont tout loisir d'aller s'ébattre dans la campagne sauvage environnante, le tout ponctué des parties de pêche familiale dominicales. Et si Norman s'avère un enfant calme et plutôt studieux, son petit frère Paul révèle rapidement un caractère plus indépendant et parfois rebelle à l'autorité, tant paternelle que sociétale. Ainsi passent leurs vertes années jusqu'à ce que, adolescent, Norman parte étudier au Dartmouth College. À son retour six ans plus tard, Paul est devenu un journaliste intrépide dans le journal local de Helena, mais aussi un pêcheur à la mouche habile. Leurs retrouvailles, alors qu'ils sont devenus des hommes, révèlent totalement leurs différences de caractères : Norman est devenu un étudiant studieux, alors que Paul s'est découvert un talent de rédacteur et de conteur d'histoire, ce qui fait la joie de leurs parents lors des trop rares repas qu'ils partagent désormais ensemble. Lors de cet été, Norman intègre le Corps des Eaux et Forêt, retrouvant dès qu'il le peut son jeune frère et ses amis, eux aussi véritablement subjugués par la fougue de Paul. Et quand ce dernier leur propose comme défi de descendre des rapides dans une barque, seul Norman finit par accepter, ce qui aura pour effet de détériorer leur relation. Quelques jours plus tard, Norman est réveillé au milieu de la nuit par un appel téléphonique de la police pour venir libérer Paul de prison, ce dernier ayant été arrêté après s’être battu contre un homme qui l’avait insulté. Norman apprend alors que son frère est un joueur invétéré de poker et qu'il a irrité beaucoup de gens du coin en perdant beaucoup d'argent chez « Lolo », un bar véritable façade pour le jeu et la prostitution, et qu'il fréquente une femme amérindienne, Mabel, qui est jugée inférieure par la communauté blanche. 
Lors du bal du 4 juillet, Norman rencontre Jessie Burns, qui finit par accepter ses invitations et le présente à sa famille. Il y rencontre son frère Neal, prétendu acteur en Californie qui vient passer quelques jours dans sa famille. Jessie demande à Norman d'emmener Neal à la pêche avec Paul, que toute la famille Burns connait également. À cette annonce Paul se montre réticent, considérant que leur partie de pêche à la mouche est sacrée et qu'il serait sacrilège d'y amener un profane pêchant à l'asticot. Mais sur l'insistance de Norman, véritablement amoureux de Jessie, Paul finit par accepter. Le dimanche prévu, avec plus d'une heure de retard, Neal arrive ivre avec Rawhide, une jeune femme qu’il a rencontrée dans un bar la veille. Tous les deux sont ivres. Malgré l'heure tardive et le soleil, Norman et Paul décident quand même d'aller pêcher, laissant Neal et sa conquête à la voiture. Lorsqu'ils rentrent bredouilles quelques heures plus tard, ils découvrent que Neal et la femme ont bu toute la bière et se sont endormis nus au soleil. Paul, hilare, laisse Norman ramener seul Neal douloureusement brûlé par le soleil. Malgré sa colère contre les deux frères, Jessie demande une semaine plus tard à Norman de faire un effort pour s’entendre avec son frère Neal et de l'accompagner à la gare pour le départ de ce dernier vers la Californie. Après le départ du train, Norman montre à Jessie une lettre de l’Université de Chicago : c'est une offre d’emploi pour un poste d’enseignant de littérature anglaise. Norman dit à Jessie qu’il ne veut pas nécessairement partir et quand il devient évident que c’est à cause d’elle, son visage s’illumine et elle l’embrasse rapidement.
Norman parle ensuite à Paul de l’offre d’emploi et de la demande en mariage qu'il a faite et l'exhorte à l'accompagner avec Jessie à Chicago, car il craint que Paul ne se fasse de puissants ennemis localement. Mais Paul lui répond qu’il ne quittera jamais le Montana. Juste avant de partir pour Chicago, Norman et Paul vont s'offrir une dernière partie de pêche avec leur père. Alors que Norman et John ont tous deux attrapé leur truite, ils observent Paul du bord de la rive. Ce dernier a amorcé une énorme truite arc-en-ciel qui l’entraîne dans la rivière à travers une série de rapides et de rochers, jusqu'à disparaître parfois sous les flots. Après une longue lutte, Paul revient vers eux avec son trophée, son père tout en admiration lui révélant  quel merveilleux pêcheur il est devenu, s'élevant même au rang d'artiste de la pêche.
Mais peu après cette dernière excursion, Norman est réveillé par un nouvel appel de la police, lui annonçant que Paul a été retrouvé battu à mort dans une ruelle. Il doit alors annoncer la nouvelle à ses parents. Bien des années plus tard, Mme Maclean, Norman, Jessie et leurs deux enfants, de passage à Missoula, écoutent un sermon donné par John, peu de temps avant la mort de ce dernier. Norman y devine alors certaines métaphores, certainement destinées au souvenir de Paul, le fils et le frère tant aimé.   
Enfin, au crépuscule de sa vie, et malgré les contre indications de son médecin, Norman pêche encore épisodiquement dans la grande et même rivière, gardant le souvenir de « toutes ces personnes qu'il a aimées sans les comprendre », toutes ces personnes désormais disparues. Même Jessie.

## Fiche technique
- Titre français : Et au milieu coule une rivière
- Titre original : A River Runs Through It
- Réalisation : Robert Redford
- Scénario : Richard Friedenberg (en), d'après une nouvelle semi-autobiographique La Rivière du sixième jour de Norman Maclean
- Photographie : Philippe Rousselot
- Montage : Robert Estrin et Lynzee Klingman
- Musique : Mark Isham
- Décors : Jon Hutman
- Costumes : Kathy O'Rear et Bernie Pollack
- Production : Patrick Markey, Amalia Mato, Robert Redford, William Kittredge, Barbara Maltby, Annick Smith et Jake Eberts
- Pays de production :  États-Unis
- Langue originale : anglais
- Format : couleurs - 1,85:1 - 35 mm - Dolby
- Genre : drame biographique
- Durée : 123 minutes
- Dates de sortie :
  - Canada : 13 septembre 1992 (festival de Toronto)
  - États-Unis : 9 octobre 1992
  - France : 20 janvier 1993

## Distribution
- Craig Sheffer (VF : Éric Herson-Macarel et VQ : Gilbert Lachance) : Norman Maclean
- Brad Pitt (VF : Bernard Gabay et VQ : Jacques Lussier) : Paul Maclean
- Tom Skerritt (VF : Jean Lagache et VQ : Hubert Fielden) : John Maclean, pasteur écossais presbytérien, père de Norman et Paul
- Brenda Blethyn (VF : Jocelyne Darche et VQ : Louise Rémy) : Mme Maclean, la mère de Norman et Paul
- Emily Lloyd (VF : Isabelle Ganz et VQ : Violette Chauveau) : Jessie Burns
- Edie McClurg (VF : Jane Val et VQ : Béatrice Picard) : Mme Burns
- Stephen Shellen (VF : Philippe Vincent et VQ : Luis de Cespedes) : Neal Burns, le frère aîné de Jessie
- Vann Gravage : Paul, jeune
- Nicole Burdette (en) : Mabel
- Susan Traylor : Rawhide
- Michael Cudlitz (VF : Thierry Wermuth et VQ : Éric Gaudry) : Chub
- Rob Cox : Conroy
- Buck Simmonds : Humph
- Fred Oakland (VF : Michel Bardinet) : M. Burns
- David Creamer (VF : Maurice Decoster et VQ : Olivier Visentin) : Ken Burns, le frère cadet de Jessie
- Madonna Reubens : tante Sally
- John Reubens : oncle Jimmy
- Arnold Richardson : Norman, vieux
- William Hootkins (VF : Roger Lumont) : Murphy
- Joseph Gordon-Levitt : Norman jeune
- Robert Redford (VF : Georges Berthomieu) : Norman, le narrateur (voix)

## Production

### Genèse et développement
La nouvelle La Rivière du sixième jour de Norman Maclean est publiée en 1976. Passionné de nature, avide des grands espaces américains et pêcheur émérite, Robert Redford tenait particulièrement à l'adapter. Alors que plusieurs producteurs voulaient les droits (un projet mettait notamment en scène Lloyd Bridges et ses fils Beau et Jeff), Robert Redford parvient à les obtenir en 1984, après avoir insisté pendant de longues années auprès de Norman Maclean. Ce dernier exigea cependant qu'il puisse avoir un droit de regard sur le scénario du film. 

### Attribution des rôles
River Phoenix a auditionné pour le rôle de Paul Maclean, qui revient finalement à Brad Pitt. William Hurt voulait aussi le rôle, ce que l'auteur Norman Maclean a refusé,. Glenn Quinn a quant à lui refusé le rôle de Norman.
L'acteur Joseph Gordon-Levitt, âgé de dix ans lors du tournage, fait ici ses premiers pas au cinéma, dans le rôle de Norman enfant, durant la première partie du film. Ce film marque les débuts de Michael Cudlitz.
Bien qu'elle interprète le rôle de la mère du personnage incarné par Stephen Shellen dans le film, Edie McClurg n'a que six ans de plus que l'acteur.

### Tournage

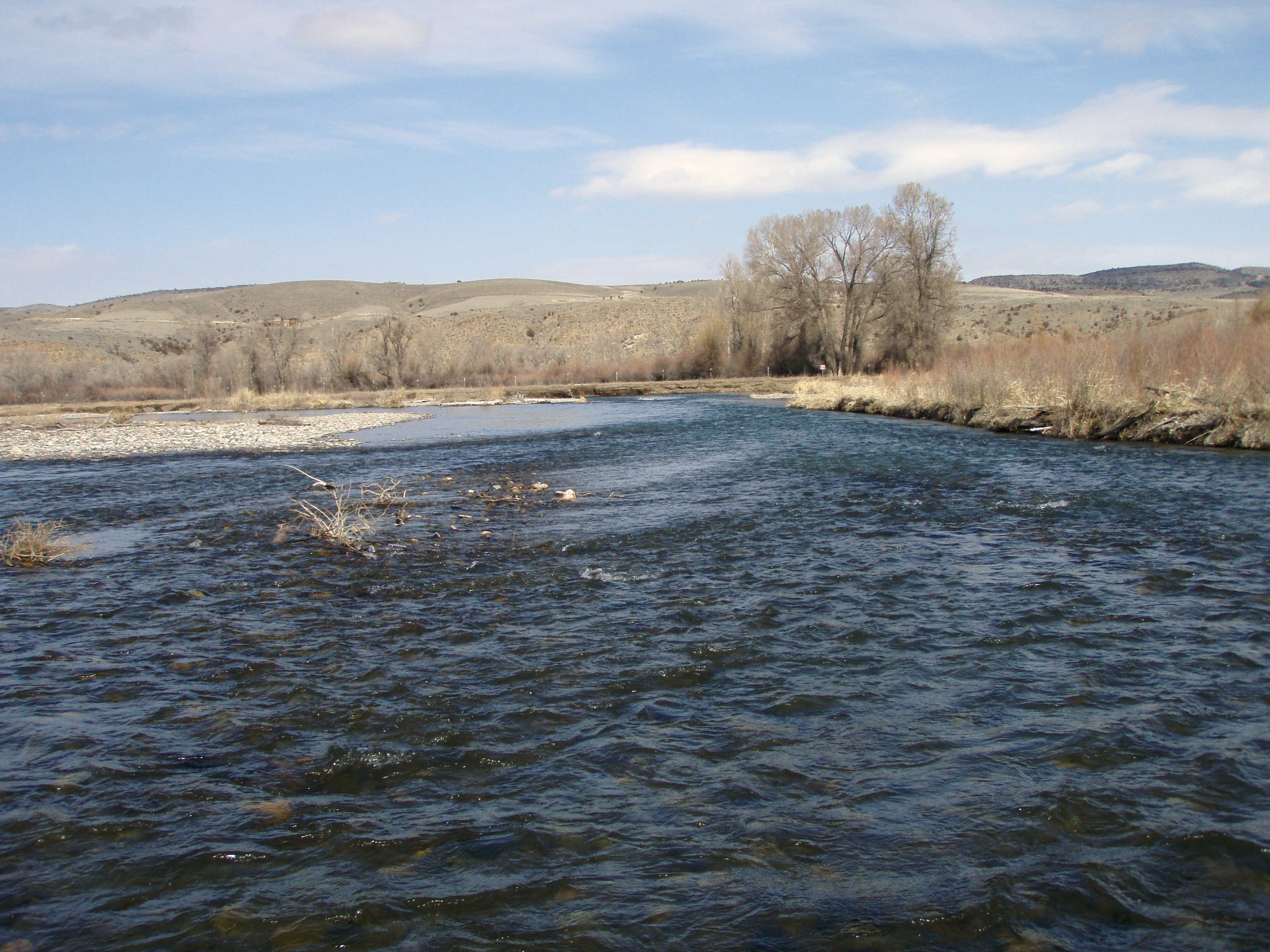
La rivière Gallatin dans le Montana.

Le tournage a lieu entre juin et août 1991. Il se déroule dans le Montana (Livingston, Bozeman, comté de Gallatin, Belgrade) ainsi qu'à Granite Falls dans le Wyoming. Comme les lieux de l'intrigue avaient bien changé depuis les faits racontés dans la nouvelle, l'équipe a principalement utilisé la rivière Gallatin. La rivière Blackfoot, où se déroule l'histoire dans le livre, est en effet tellement polluée de nos jours que la biodiversité y a disparu.
Avant le début du tournage, Brad Pitt a dû s'entraîner à la pêche à la mouche pendant quatre semaines. Il était cependant à cette époque à Los Angeles. L'acteur pratiquait donc en haut d'un immeuble. Sur le tournage, c'est George Croonenberghs qui a conseillé les acteurs. Par ailleurs, aucune truite n'a été maltraitée sur le tournage, contrôlé par la Montana Humane Society.

### Musique
Elmer Bernstein est initialement engagé pour composer la musique du film. Finalement, son travail ne convient pas à Robert Redford et fait appel à Mark Isham.

## Distinctions
(en) Récompenses pour Et au milieu coule une rivière sur l’Internet Movie Database

### Récompenses
- Oscar de la meilleure photographie pour Philippe Rousselot en 1993

### Nominations
- Oscar de la meilleure musique pour Mark Isham
- Oscar du meilleur scénario adapté pour Richard Friedenberg (en)
- Golden Globe du meilleur réalisateur pour Robert Redford
- Grammy Awards de la meilleure bande originale de film
- Prix du meilleur film étranger, lors des Kinema Junpo Awards 1994

## Commentaires
Le film prend de petites libertés par rapport à la véritable histoire de Norman Maclean. Par exemple :
- Dans le film, Norman, revenu de ses années d'études à Dartmouth, affirme à son père qu'il souhaite travailler pour le service fédéral responsable des forêts seulement pour tout l'été 1926. En réalité, il y a travaillé pendant deux ans.
- Norman Maclean n'a pas reçu l'offre de poste de professeur à l'Université de Chicago pour l'automne 1926 comme dans le film. Il a d'abord entrepris des études doctorales à partir de 1928, tout en travaillant comme assistant d'anglais, puis a été promu professeur en 1931.
- Dans le film, Paul Maclean refuse la proposition de Norman de le suivre à Chicago. Peu après, on apprend que Paul a été tué juste avant le départ de Norman. En fait, Paul avait bien accepté de suivre son frère à Chicago et a travaillé au service des relations publiques de l'université. Il n'est mort qu'en 1938 (et non en 1926 comme dans le film) vraisemblablement à cause de dettes de jeu.